# 1763 en santé et médecine
| Années de la santé et de la médecine : 1760 - 1761 - 1762 - 1763 - 1764 - 1765 - 1766    |
| Décennies de la santé et de la médecine : 1730 - 1740 - 1750 - 1760 - 1770 - 1780 - 1790 |

Cet article présente les faits marquants de l'année 1763 en santé et médecine.

## Publications
- Edward Stone publie sa découverte sur les propriétés médicales de l'acide salicylique[1].
- François Boissier de Sauvages de Lacroix (1706-1767) publie Nosologia methodica sistens morborum classes, genera et species, juxta Sydenhami mentem et Botanicorum ordinem (3 tomes en 5 vol.)[2].

## Naissances
- 18 mars : Friedrich Gottlob Hayne (mort en 1832), pharmacien et botaniste saxon[3].
- 12 mai : John Bell (mort en 1820), chirurgien écossais[4].
- 16 mai : Louis-Nicolas Vauquelin (mort en 1829), pharmacien et chimiste français[5].

## Décès
- 5 mars : William Smellie (né en 1697), médecin obstétricien écossais[6],[7].
- 20 juillet : Johan Stensson Rothman (né en 1684), médecin et naturaliste suédois[8].